# 關朝聰
關朝聰（英語：Keith Kwan Chiu-Chung；1959年—1995年9月19日），綽號「鬼仔」，已故香港雙語演員，1984年加入無綫電視成為旗下藝人，曾於明珠台頻道擔任節目主持而為人認識，偶爾參與無綫客串演出電影及電視劇集主持和演藝圈等等，其後於1990年代初，關朝聰移居加拿大，直至1995年9月19日因愛滋病引起併發癌症於加拿大溫哥華病逝，終年36歲。

## 生平

### 簡介
1959年，關朝聰出生於香港，父親是廣東開平人，母親是蘇格蘭人，小時候曾經就讀香港真光中學（第二小學幼稚園、1965年畢業）和小學部，8歲時才可隨家人移居加拿大在當地繼續學業，曾經在美國、加拿大等地演出話劇、舞台劇及拍攝廣告，大學畢業後回到香港，成為香港演藝劇團的成員，並曾在香港電台任職導演，1984年，關朝聰便在藝人狄寶娜摩亞介紹下加入電視廣播有限公司（TVB），曾在八十年代中期，關朝聰於英語頻道明珠台與狄寶娜摩亞搭檔主持綜藝節目，表現受到觀眾注目，其後獲邀參與演出粵語頻道翡翠台參演的電視劇集，偶爾於電影及電視中客串演出。關朝聰能說流利的廣東話及英語，惟因不懂閱讀中文，需以英文拼音的方式背誦中文劇本，是香港少數能夠同時於中、英文電視頻道擔任幕前工作的外籍雙語演員。1990年代初，關朝聰定居加拿大溫哥華。

### 逝世
關朝聰1991年後淡出了幕前演出，他因患上確診人類免疫缺乏病毒而需要長期在加拿大入住醫院接受治療，不久癌細胞擴散，病情持續了四年。直至1995年9月19日，關朝聰因受愛滋病影響所引起的併發症病逝於加拿大卑詩省溫哥華市中心的聖保羅醫院，終年36歲，是香港唯一一位因愛滋病而逝世的藝人。

## 演出作品

### 電視劇集
以下是關朝聰曾在1980-1990年代中後期開始參與演出中文電視頻道的劇集，以下是關朝聰曾經參與演出的電視劇集列表（作品名稱及首次播映年份以香港為標準）：
| 首播年份 | 製作             | 劇集名稱                   | 角色                 | 同劇主要演員                   | 參考及備註 |
| 1987年   | 電視廣播有限公司 | 阿嬌正傳                   | YoYo（酒吧驻唱歌手） | 陳敏兒、林嘉華、劉美娟、吳鎮宇 | [ 13 ]     |
| 1988年   | 電視廣播有限公司 | 名門                       | 湯保祿修士           | 張兆輝、林俊賢、黎美嫻、張衛健 |            |
| 1988年   | 電視廣播有限公司 | 大茶園                     | 蘇蝦米               | 吳啟華、毛舜筠、林綺雯、鮑方   | [ 14 ]     |
| 1989年   | 電視廣播有限公司 | 回到唐山                   | 何想家（Stephen）    | 黎明、許紹雄、黎美嫻、陳嘉賢   | [ 15 ]     |
| 1989年   | 電視廣播有限公司 | 還我本色                   | 林聰（鬼仔）         | 任達華、溫兆倫、梁家仁、藍潔瑛 |            |
| 1990年   | 電視廣播有限公司 | 同居三人組                 | 萬福全               | 郭晉安、李克勤、林穎嫻、梁佩瑚 |            |
| 1990年   | 電視廣播有限公司 | 人在邊緣                   | Pierre               | 黎明、劉青雲、林文龍、羅慧娟   | [ 16 ]     |
| 1992年   | 香港電台電視部   | 風雨同路之《癡》           | 阿明                 | 關詠荷                         | [ 17 ]     |
| 1993年   | 香港電台電視部   | 驕陽歲月之《女巫的另一面》 | 世界歷史教師         | 江麗娜、羅冠蘭、陳奕詩         | [ 18 ]     |

### 電影
關朝聰在1980年代中期至1990年代初期曾經參與演出多部香港電影，以下是關朝聰的電影作品列表（作品名稱及首次播映年份以香港為標準）：
| 首次上映年份 | 電影名稱     | 角色             | 主要演員                       | 備註 | 參考          |
| 1985年       | 天使出更     | 醫生福克蘭       | 陳友、張堅庭、林建明、陳秀雯   |      | [ 19 ]        |
| 1986年       | 壞女孩       | Li               | 梅艷芳、陳友、上山安娜、蔡凱麟 |      | [ 20 ]        |
| 1986年       | 代客泊車     | 劉警官           | 李修賢、黃栢文、楊群、胡茵夢   |      | [ 21 ]        |
| 1987年       | 凌晨晚餐     | 毛駁腳           | 鄭則仕、朱寶意、黃栢文、午馬   |      | [ 22 ]        |
| 1989年       | 富貴再三逼人 | 加拿大彩劵局經理 | 董驃、沈殿霞、陳奕詩、李麗珍   |      | [ 23 ] [ 24 ] |
| 1989年       | 師姐大晒     | Keith            | 羅芙洛、李美鳳、錢小豪、孟海   |      | [ 25 ]        |
| 1990年       | 靚足100分    | 羅勃（Robert）   | 利智、李嘉欣、陳法蓉、林俊賢   |      | [ 26 ]        |
| 1993年       | 大迫遷       | 彭律師           | 黃子華、郭錦恩、黃靜宜、施介強 |      | [ 27 ]        |
| 1994年       | 阿德晒命     | 鴨店經理         | 周文健、關寶慧、葉榮祖、謝月美 |      | [ 28 ]        |

### 參與歌曲
1985年，聯合國宣佈該年為國際青年年（英語：International Youth Year），簡稱IYY，電視廣播有限公司動員旗下的歌手及藝人，參與演唱《IYY85年青年節》主題曲及拍攝歌曲的音樂錄影帶，關朝聰亦是參與者之一。
1988年：江欣燕《Baby Baby》MV男主角。